# زاودنج جاو
زاودنج جاو (بالصينية: 赵小丁) (و. 1968  م) هو مصور، ومصور سينمائي صيني، ولد في بكين.

## التعليم
تعلم في Beijing Film Academy ‏
.

## وصلات خارجية
- زاودنج جاو على موقع IMDb (الإنجليزية)
- زاودنج جاو على موقع قاعدة بيانات الأفلام العربية
- زاودنج جاو على موقع ألو سيني (الفرنسية)
- زاودنج جاو على موقع أول موفي (الإنجليزية)
- زاودنج جاو على موقع قاعدة بيانات الأفلام السويدية (السويدية)
- زاودنج جاو على موقع قاعدة بيانات الفيلم (الإنجليزية)
- زاودنج جاو على موقع كينوبويسك (الروسية)